# Turuchan
Turuchan (rusky Турухан) je řeka v Krasnojarském kraji v Rusku. Je dlouhá 639 km. Povodí řeky má rozlohu 35 800 km².

## Průběh toku
Řeka pramení na severovýchodním okraji Západosibiřské roviny a tou také protéká. Ústí do levého ramene Jeniseje zvaného Velký Šar.

### Přítoky
- zprava – Usomčik, Velká Bludnaja, Horní Baicha, Dolní Baicha
- zleva – Makovskaja

## Vodní režim
Zdrojem vody jsou sněhové a deš´tové srážky. Průměrný průtok vody činí 371 m³/s. Zamrzá v říjnu a rozmrzá na konci května až v první polovině června.

## Využití
Řeka je splavná pro vodáky a vodní doprava je možná do vzdálenosti 270 km od ústí.